# Побіч
По́біч — село в Україні, у Золочівському районі Львівської області. Населення становить 198 осіб. Орган місцевого самоврядування - Золочівська міська рада.
У селі народився і був похований львівський скульптор-медальєр Йосип Дядюх (1942—2012).

## Географія
Село розташоване на лівому березі річки Бужок.